# Powiat Taki
Powiat Taki (jap. 高城郡 Taki-gun) – dawny powiat w Japonii, w prefekturze Kagoshima.

## Historia[1]

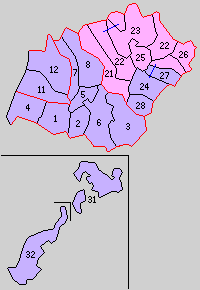
11. Mizuhiki, 12. Taki (1889 r.)

Powiat Taki był częścią prowincji Satsuma. W pierwszym roku okresu Meiji na terenie powiatu znajdowało się 11 wiosek. Cały jego teren stał się później częścią miasta Satsumasendai.
- Powiat został założony 17 lutego 1879 roku. 1 kwietnia 1889 roku, w wyniku połączeń mniejszych wiosek, powiat został podzielony na 2 wioski: Mizuhiki i Taki[3].
- 8 sierpnia 1891 – wioska Mizuhiki została podzielona na dwie części: wioski Higashimizuhiki i Nishimizuhiki. (3 wioski)
- 1 kwietnia 1897 roku powiat Taki został włączony w teren powiatu Satsuma. W wyniku tego połączenia powiat został rozwiązany.